# Дејан Миловановић
Дејан Миловановић (Београд, 21. јануар 1984) је бивши српски фудбалер. Играо је у средњем реду.
За Црвену звезду је одиграо 232 званичне утакмице (по чему је 18. на вечној листи клуба), и постигао 28 голова. Учествовао је у освајању три шампионске титуле (2004, 2006. и 2007) и четири национална купа (2002, 2004, 2006. и 2007. године). Поред Звезде играо је и за Ланс, Паниониос и Вождовац.
Одиграо је две утакмице за репрезентацију Србије.

## Клупска каријера
Дејан Миловановић је прошао млађе селекције Црвене звезде. За први тим је дебитовао 17. новембра 2001. године против Земуна (2:0), са свега 17 година.
Истакао се већ у првој сезони, када је био стрелац трећег гола црвено-белих на 118. вечитом дербију у пролеће 2002. године у победи од 3:0. Наредне сезоне забележио је 35 такмичарских утакмица за Звезду, што му је лични рекорд у једној сезони. Навијачима је у сећању остао спектакуларан погодак против Кјева у Верони, у победи од 2:0, када су црвено-бели елиминисали италијански тим из Купа УЕФА.
Уз Марка Перовића био је једини фудбалер из генерације играча рођених 1984. године који је добио већу минутажу код тренера Славољуба Муслина у сезони 2003/04, када је освојена дупла круна. Те сезоне је одиграо 28 званичних утакмица. Дејан Миловановић је 2006. године постао капитен Звезде, а велико признање добио је на крају те календарске године, када је у анкети Вечерњих новости, у избору капитена свих клубова, изабран за најбољег играча лиге. Дао је велики допринос у освајању две узастопне дупле круне 2006. и 2007. године. У сезони 2005/06. забележио је укупно 32 одиграна меча уз четири постигнута гола, а сезону касније 34 такмичарске утакмице и пет постигнутих погодака.
Најефикаснију сезону у каријери имао је 2007/08, када је на 34 такмичарске утакмице постигао 11 погодака, од тога један сјајан гол из слободног ударца у 132. вечитом дербију, који је игран без публике, у победи Звезде од 4:1. Црвено-бели те сезоне нису стигли до трофеја иако су шампионат завршили без пораза, али су нанизали чак 12 ремија, што је на крају било превише за освајање још једне титуле.
Миловановић је 2008. године прешао у француски Ланс, где је на 45 лигашких утакмица постигао четири гола. Оставио је добар утисак у првој сезони, када је клуб изборио повратак у елитни ранг. У наредном шампионату је мање играо, па је прослеђен на позајмицу Црвеној звезди. Клуб је тада био у лошој финансијској ситуацији, па је дошло до неспоразума са управом, због чега је Дејан једно време био суспендован. У повратничкој сезони 2010/11, одиграо је укупно 23 такмичарска меча и постигао четири гола. Следеће две сезоне провео је на позајмици у Паниониосу, одиграо 23 првенствена сусрета и постигао два гола, а у шампионату 2013/14. носио је дрес Вождовца на 17 утакмица у Суперлиги Србије.

## Репрезентација
За репрезентацију Србије одиграо је две утакмице. Дебитовао је 28. маја 2008. године у поразу против Русије у Бургхаузену (1:2), а последњи меч је одиграо три дана касније против Немачке у Гелзенкирхену (1:2).
Дубок траг оставио је у младој репрезентацији, са којом је освојио две сребрне медаље на Европским првенствима 2004. и 2007. године. Успешно је реализовао пенал у трећој серији у полуфиналу против Шведске 2004. године, када је млада селекција Србије и Црне Горе после једанаестераца елиминисала Шведску са 6:5 и пласирала се у финале, где је Италија била боља и славила са 3:0. Исти успех поновљен је и 2007. године. Дејан Миловановић је овога пута као капитен предводио тим до другог места. Био је и у саставу репрезентације Србије и Црне Горе која је наступила на Олимпијским играма 2004. године у Атини.

## Остало
Дејан Миловановић је рођен у Београду, али је детињство провео у Сремској Митровици. Његов отац Ђорђе је био такође фудбалер и играо је за Црвену звезду током 80-их и 70-их година. Миловановић је рођак са Банетом Ивановићем.

## Трофеји

### Црвена звезда
- Првенство СЦГ (2) : 2003/04, 2005/06.
- Првенство Србије (1) : 2006/07.
- Куп СЦГ (3) : 2001/02, 2003/04, 2005/06.
- Куп Србије (1) : 2006/07.

### Ланс
- Друга лига Француске (1) : 2008/09.